# Paul Nitsch
Paul Nitsch (taka wersja imienia np. w pracy Witeckiego, w polskiej literaturze spotykany także zapis: Paweł Nitsch) (ur. w 1548 we Wrocławiu, zm. 12 stycznia 1609) – złotnik z okresu renesansu czynny we Wrocławiu w ostatniej ćwierci XVI w. i na początku XVII w.
Ojcem jego był wrocławski miecznik Fabian. Paul uzyskał tytuł mistrza złotnictwa w 1573 we Wrocławiu. Choć był protestantem pracował głównie dla biskupa wrocławskiego Jerina i wrocławskiej kapituły. Uważany za jednego z czołowych wrocławskich złotników II połowy XVI w. Jako pierwszy we wrocławskim złotnictwie wprowadził elementy manieryzmu oraz upowszechnił technikę trybowania. Miał córkę i sześciu synów, z których pierworodny Fabian też został mistrzem złotniczym i również tworzył dla katedry wrocławskiej.

## Znane dzieła
- 1586 r. - dwa srebrne ołtarzyki przenośne dla biskupa Jerina (obecnie w skarbcu katedry wrocławskiej)[7]
- około 1590 r. - srebrny kielich dla biskupa Jerina (obecnie w Muzeum Archidiecezjalnym we Wrocławiu[7]
- 1591 (data ukończenia[1]) - największe znane dzieło artysty: siedem srebrnych figur (wysokości metra) głównego ołtarza katedry wrocławskiej (obecnie w skarbcu katedry wrocławskiej) - figury: Chrystusa na krzyżu, obok postacie Matki Bożej i św. Jana Ewangelisty, na skrzydłach ołtarza figury: św. Jana Chrzciciela, św. Wincentego, św. Andrzeja, św. Jadwigi, oprócz tego mniejsze: medalion z biustem biskupa Jerina i drugi z herbem tegoż biskupa, a także srebrne ornamenty ołtarza[8]
- 1595 r. - srebrny lawaterz (obecnie w skarbcu katedry wrocławskiej)[9]
- 1595 r. - srebrny ołtarzyk dla kościoła św. Bartłomieja w Trzebnicy (znany z dokumentacji przedwojennych, obecnie zaginiony)[10]
- 1598 r. - srebrny puchar cechowy wrocławskiego cechu poszewników (znany z dokumentacji przedwojennych, obecnie zaginiony)[10]
- 1600 r. - srebrny pacyfikał podarowany przez wrocławską kapitułę Christophowi Poppel von Lobkowitzowi (obecnie w muzeum w Mielniku lub muzeum w Roudnicy - Starzewska podaje na różnych stronach obie lokalizacje)[10]
- blat mensy ołtarzowej (przed 1596 r.) podarowany przez wrocławską kapitułę kardynałowi Filippo Spinelli w Pradze (zaginiony) )[11].
- zestaw srebrnych kościelnych naczyń ołtarzowych podarowanych przez wrocławską kapitułę do rzymskiego Collegium Germanicum (zaginiony)[12].

Paulowi Nitschemu z dużym prawdopodobieństwem przypisuje się też autorstwo dwóch medali: złotego z wizerunkiem biskupa Jerina (1596 r.) oraz srebrnego z autoportretem artysty (1598).